# Friedrich Back (Lehrer)
Friedrich Back (* 16. Februar 1833 in Kirchberg, Hunsrück; † 3. Oktober 1901 in Birkenfeld) war ein deutscher Schuldirektor und Heimatforscher.

## Leben
Friedrich Back wurde im Pfarrhaus zu Kirchberg als Sohn von Friedrich Back und dessen Ehefrau Louisa, geborene Röchling, geboren. Er wuchs ab 1841 in Kastellaun auf, wo sein Vater ab 1843 zum Superintendent des Kirchenkreises Simmern gewählt worden war. Er besuchte die höhere Schule in Trarbach und das Königlich-Preußische Gymnasium und Realgymnasium in Kreuznach. Ab Herbst 1852 studierte er Philologie und Theologie an der Universität Bonn und der Universität Berlin. Nach dem 1. theologischen Examen wurde er ab 1855 als kommissarischer Rektor der Höheren Töchterschule in Wetzlar eingesetzt. Im Frühjahr 1859 machte er dort das Examen pro schola, das seine Festanstellung ermöglichte. Ab 1862 war er Rektor an der höheren Stadtschule in Sobernheim. Von 1867 bis zu seinem Tod 1901 leitete er als Gymnasialdirektor das Großherzogliche Gymnasium in Birkenfeld.

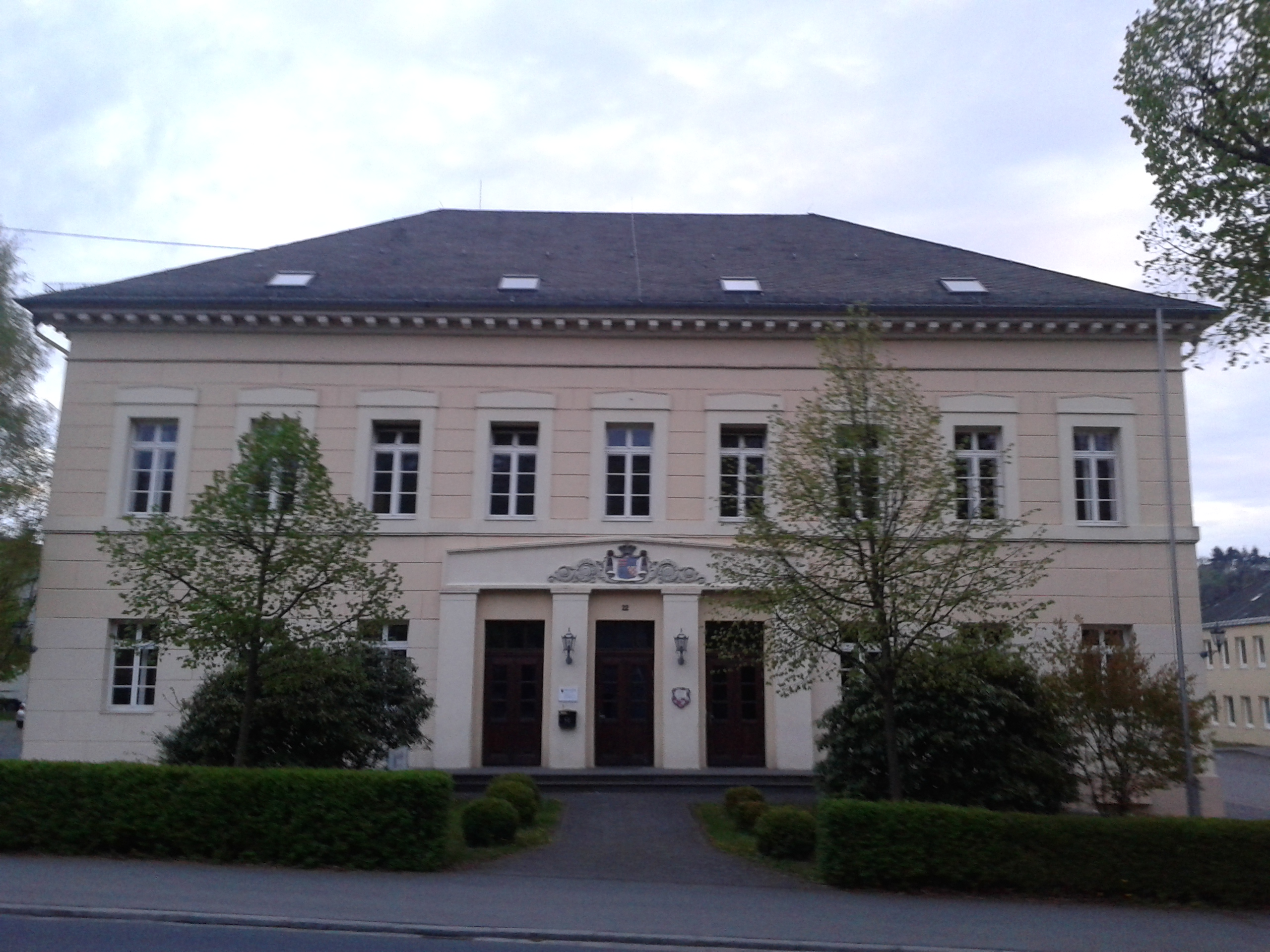
Altes Gymnasium, Birkenfeld

Back engagierte sich auch in der Heimatforschung. Ab 1884 war er Vorsitzender des Vereins für Altertumskunde in Birkenfeld.
Friedrich Back starb im Alter von 67 Jahren in Birkenfeld. Er war seit 1859 mit Henriette Schneider verheiratet. Aus der Ehe ist unter anderen der spätere Kunsthistoriker Friedrich Back hervorgegangen.
Die Stadt Birkenfeld hat nach ihm eine Straße benannt.

## Veröffentlichungen
- 1873: Geschichte der höheren Schule zu Trarbach, Trarbach
- 1891: Römische Spuren und Überreste im oberen Nahgebiete, Birkenfeld.
- 1899: Chroniken der Pfarreien der Ämter Birkenfeld und Frauenberg vom Ende des 16. und dem Anfang des 17. Jahrhunderts, Birkenfeld